# Kane County (Illinois)
Das Kane County ist ein County im US-amerikanischen Bundesstaat Illinois. Im Jahr 2010 hatte das County 515.269 Einwohner und eine Bevölkerungsdichte von 486,5 Einwohnern pro Quadratkilometer. Der Verwaltungssitz (County Seat) ist Geneva.
Das Kane County ist Bestandteil der Metropolregion Chicago.

## Geographie
Das County liegt im Nordosten von Illinois im westlichen Vorortbereich von Chicago. Es hat eine Fläche von 1357 Quadratkilometern, wovon 298 Quadratkilometer Wasserfläche sind. An das Kane County grenzen folgende Nachbarcountys:
|               | McHenry County |                           |
| DeKalb County |                | Cook County DuPage County |
|               | Kendall County | Will County               |

### Flüsse im County
| - Bowes Creek - Brewster Creek - East Branch Big Rock Creek | - Fitchie Creek - Lake Run - Norton Creek | - Otter Creek - Welch Creek - West Branch Big Rock Creek |

## Geschichte
Das Gebiet des heutigen Kane County wurde durch die Marquette-Joliet-Expedition erstmals von europäischen Entdeckern erreicht. Der Forscher La Salle und sein Leutnant Tonti forderten später das Land für Frankreich. 1717 wurde das Land unter die Obhut Louisianas gestellt und blieb in französischem Besitz bis zum Ende des Franzosen- und Indianerkrieges. Durch Unterzeichnung des Vertrags in Paris wurde das Land an die Briten abgetreten. Die britische Kontrolle endete 1778, als George Rogers Clark die südwestliche Grenze bei Kaskaskia und Cahokia überwand.
1818 bekam Illinois seine Souveränität und von dem Gebiet des späteren Kane County war nur bekannt, dass dort Indianer lebten. Durch das Eindringen der Kolonisten waren die Indianer gezwungen, Richtung Iowa zu wandern. 1832 versuchten diese ihr ehemaliges Land zurückzuerobern. Als Antwort darauf wurden Armeetruppen entsandt und die Offensive der Indianer wurde niedergeschlagen. In den nächsten zwei Jahren kamen Scharen von neuen Kolonisten.

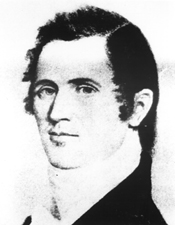
Kane

Am 16. Januar 1836 wurde das Kane County aus Teilen des LaSalle County gebildet. Benannt wurde es nach Elias Kent Kane, einem angesehenen Juristen, Kongress-Mitglied, US-Außenminister und US-Senator von Illinois. Die erste County-Verwaltung war LaFox, später wurde es Vienna. 1837 wurde das erste Gerichtsgebäude gebaut, das 1844 durch ein Gerichtsgebäude aus Stein ersetzt wurde.
Die Jahre im Anschluss an den Bürgerkrieg waren durch eine plötzliche Zunahme in der Bevölkerung gekennzeichnet, auf der Suche nach Arbeit. Einen weiteren Bevölkerungsschub wurde durch die neu erbaute Eisenbahn ausgelöst, die den Mississippi River mit dem neuen Industriegebiet von Chicago verbanden. Die Chicagoer Hotels waren ein Hauptabnehmer von Milch, Butter und Käse aus dem nördlichen Gebiet von Kane County. Die Eisenbahn sicherte den schnellen Transport für die frischen Milchprodukte zur Verfügung, die täglich in die Stadt verladen wurden.
In der Nacht vom 13. März 1890 verlor Kane County eines seiner meisten geschätzten Gebäude, als ein Feuer das Gerichtsgebäude zerstörte. Glücklicherweise waren die wichtigsten Dokumente in einem feuerfesten Gewölbe deponiert. Das neue Gerichtsgebäude und Gefängnis ist vierstöckig und steht noch heute. Von 1890 bis 1940 verdoppelte sich die Einwohnerzahl von 65.000 auf 130.000 und nochmals von 1940 bis 1970 auf 260.000 Einwohner.

### Territoriale Entwicklung

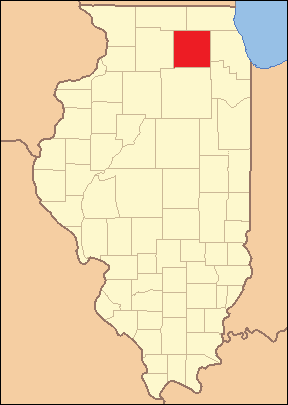
Das Kane County von seiner Gründung im Jahr 1836 bis 1837
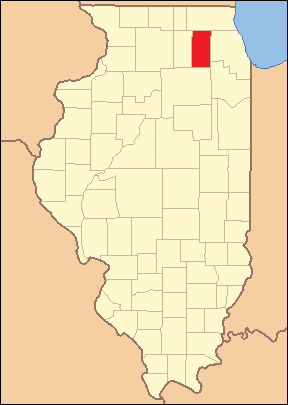
1837 bis 1841
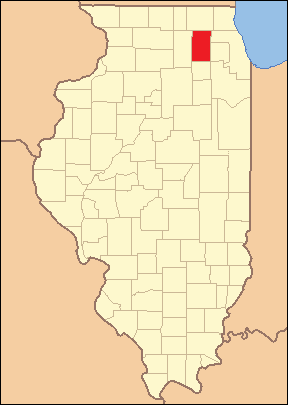
1841 bis heute

## Demografische Daten
Nach der Volkszählung im Jahr 2010 lebten im Kane County 515.269 Menschen in 169.528 Haushalten. Die Bevölkerungsdichte betrug 486,5 Einwohner pro Quadratkilometer. In den 169.528 Haushalten lebten statistisch je 2,97 Personen.
Ethnisch betrachtet setzte sich die Bevölkerung zusammen aus 87,4 Prozent Weißen, 6,1 Prozent Afroamerikanern, 1,0 Prozent amerikanischen Ureinwohnern, 3,7 Prozent Asiaten, 0,1 Prozent Polynesiern sowie aus anderen ethnischen Gruppen; 1,7 Prozent stammten von zwei oder mehr Ethnien ab. Unabhängig von der ethnischen Zugehörigkeit waren 31,1 Prozent der Bevölkerung spanischer oder lateinamerikanischer Abstammung.
28,7 Prozent der Bevölkerung waren unter 18 Jahre alt, 61,3 Prozent waren zwischen 18 und 64 und 10,0 Prozent waren 65 Jahre oder älter. 50,1 Prozent der Bevölkerung war weiblich.

Das jährliche Durchschnittseinkommen eines Haushalts lag bei 69.496 USD. Das Pro-Kopf-Einkommen betrug 29.864 USD. 10,1 Prozent der Einwohner lebten unterhalb der Armutsgrenze.

## Ortschaften im Kane County
Citys
| - Aurora1 - Batavia2 - Elgin3 | - Geneva - St. Charles2 |

Villages
| - Algonquin4 - Barrington Hills5 - Bartlett6 - Big Rock - Burlington - Campton Hills - Carpentersville | - East Dundee3 - Elburn - Gilberts - Hampshire - Hoffman Estates3 - Huntley4 - Kaneville | - Lily Lake - Maple Park7 - Montgomery8 - North Aurora - Pingree Grove - Sleepy Hollow - South Elgin | - Sugar Grove - Virgil - Wayne2 - West Dundee |

Census-designated place (CDP)
- Prestbury

Unincorporated Communities
| - Allens Corners - Almora - Bald Mound - Bowes - Coleman - Five Island Park - Fox River Estates | - La Fox - Marywood - Meredith - Mooseheart - North Plato - Nottingham Woods - Novak Park | - Plato Center - Rainbow Hills - Richardson - Scraper - Moecherville - South Park - Starks - Troxel | - Udina - Valley View - Wasco - Wildwood Valley - Youngsdale |

1 – teilweise im DuPage, Kendall und im Will County

2 – teilweise im DuPage County

3 – teilweise im Cook County

4 – teilweise im McHenry County

5 – teilweise im Cook, Lake und im McHenry County

6 – teilweise im Cook und im DuPage County

7 – teilweise im DeKalb County

8 – teilweise im Kendall County

## Gliederung
Das Kane County ist in 16 Townships eingeteilt:
| Township            | Einwohner (2010) | FIPS     |
| ------------------- | ---------------- | -------- |
| Aurora Township     | 146.149          | 17-03025 |
| Batavia Township    | 35.221           | 17-04091 |
| Big Rock Township   | 1.859            | 17-05989 |
| Blackberry Township | 15.090           | 17-06262 |
| Burlington Township | 1.921            | 17-09772 |
| Campton Township    | 17.174           | 17-10903 |
| Dundee Township     | 64.167           | 17-21046 |
| Elgin Township      | 100.922          | 17-23087 |

| Township             | Einwohner (2010) | FIPS     |
| -------------------- | ---------------- | -------- |
| Geneva Township      | 26.552           | 17-28885 |
| Hampshire Township   | 7.569            | 17-32538 |
| Kaneville Township   | 1.264            | 17-38908 |
| Plato Township       | 6.166            | 17-60365 |
| Rutland Township     | 18.806           | 17-66430 |
| St. Charles Township | 50.854           | 17-66716 |
| Sugar Grove Township | 19.618           | 17-73404 |
| Virgil Township      | 1.937            | 17-78188 |